# Kačanov
Kačanov es un municipio del distrito de Michalovce en la región de Košice, Eslovaquia, con una población estimada a final del año 2024 de 545 habitantes.
Se encuentra ubicado al noreste de la región, en la cuenca hidrográfica del río Bodrog (afluente derecho del Tisza) y cerca de la frontera con la región de Prešov, Ucrania y Hungría.

## Demografía
| Año        | 1994 | 2004     | 2014     | 2024     |
| ---------- | ---- | -------- | -------- | -------- |
| Población  | 345  | 399      | 446      | 545      |
| Diferencia |      | +15,65 % | +11,77 % | +22,19 % |

| Año        | 2023 | 2024    |
| ---------- | ---- | ------- |
| Población  | 535  | 545     |
| Diferencia |      | +1,86 % |